# 苏丹联盟—非洲民主联盟
苏丹联盟—非洲民主联盟（法語：Union Soudanaise-Rassemblement Démocratique Africain，缩写为US-RDA）是马里历史上的一个非洲民族主义政党。1945年，该党由马马杜·科纳特和莫迪博·凯塔创建，初名苏丹集团。1946年，该党加入非洲民主联盟（活跃于法属西非的反殖民主义政党的跨地区联盟），并改名为“苏丹联盟—非洲民主联盟”。在1959年法属苏丹议会选举中，该党赢得立法议会全部80个席位。1960年马里从法国独立后，该党成为马里的执政党和唯一合法政党，凯塔任马里首任总统。凯塔执政期间，推行“凯塔社会主义”政策。1968年，穆萨·特拉奥雷发动政变，推翻凯塔政府，并取缔该党。在接下来的20年里，该党一直处于地下状态，直到1990年重新公开活动。2010年8月，该党与争取民主和非洲一体化集团合并为争取非洲民主联盟马里联盟。